# Anacroneuria tatama
Anacroneuria tatama és una espècie d'insecte plecòpter pertanyent a la família dels pèrlids.

## Etimologia
El seu nom científic fa referència a la serralada present a l'àrea de distribució d'aquesta espècie.

## Descripció
- Els adults presenten un color marró fosc combinat amb groc, el pronot marró fosc, les ales amb un lleuger tint marró i la nervadura marró fosc i les potes i el segment de la tíbia amb franges.
- Les ales anteriors del mascle fan 11,5 mm de llargària i les de la femella 15.
- La placa subgenital de la femella té quatre lòbuls.
- La larva no ha estat descrita.[3]

## Hàbitat
En el seu estadi immadur és aquàtic i viu a l'aigua dolça, mentre que com a adult és terrestre i volador.

## Distribució geogràfica
Es troba a Sud-amèrica: Colòmbia.